# Leo Saussay
Leo Saussay (tiếng Thái: เลโอ โซสเซย์, phiên âm: Lê-ô Xô-xê, sinh ngày 15 tháng 1 năm 1990) là một người dẫn chương trình, diễn viên và ca sĩ người Thái gốc Pháp. Anh từng là thành viên của ban nhạc Thái Lan B.O.Y. Leo tốt nghiệp trường Wat Nairong và Cử nhân Nghê thuật, Đại học Bangkok. Hiện anh đang hoạt động dưới sự quản lý của công ty GMMTV.

## Âm nhạc

### Album phòng thu
| Chi tiết album                                                   | Danh sách bài hát |
| ---------------------------------------------------------------- | --- |
| Blood Of Youth - Năm: 2008 - Đài: GMM Grammy - Định dạng: CD/DVD | 1. First Love First Hurt (ft. Chin) 2. ถ้าหากไม่เคยเจ็บ (Tha Hahk Mai Koey Jab) 3. ไม่อยากให้ เพลงจบ (Mai Yahk Hai Pieng Job) 4. เธอน่ารัก (Tur Nah Ruk) 5. ข้อความ (Kaw Kwarm) 6. เป็นเพื่อนไม่ไหว (Pen Purn Mai wa) 7. อย่ามาแกล้ง (Yah Mah Giang) 8. หมดคำถาม (Mot Kum Taan) 9. บรรยากาศดีดี (Ban Ya Gard Dee Dee) |
| - Năm: 2009 - Đài: GMM Grammy                                    | 1. Crazy for U |
| Because of You - Năm: 2010 - Đài: GMM Grammy - Định dạng: CD/DVD | 1. Because of You 2. อะไรก็ได้ในใจเธอ (Arai Gaw Doi Nai Nai Joi Tur) 3. คืนเดียวกัน (Keun Diow Gun) 4. โทษฐานทำน่ารักใส่ (Tot Tan Tum Nah Ruk Sai) 5. เหงาจังเลย (Ngow Juny Lerei) 6. Darling 7. เช็คเธอ...Delivery                                                                                             |

## Các phim tham gia

### Sitcom
| Năm  | Tên phim       | Kênh      | Vai        | Ghi chú   |
| ---- | -------------- | --------- | ---------- | --------- |
| 2009 | Talok Hok Chak | Channel 5 | Leo B.O.Y. |           |
| 2013 | Krob Krua Kum  | Channel 3 | Leo        | Khách mời |

### Phim lẻ
| Năm  | Tên phim                        | Vai            | Ghi chú   |
| ---- | ------------------------------- | -------------- | --------- |
| 2012 | Spicy Beauty Queen of Bangkok 2 | Mon            | Vai phụ   |
| 2013 | Love Syndrome                   | Fong           | Vai phụ   |
| 2013 | Stuck On You                    | Gift           | Vai chính |
| 2016 | Little Big Dream                | Khách mua hàng | Khách mời |

### Phim bộ
| Năm  | Tên phim                             | Vai      | Ghi chú   |
| ---- | ------------------------------------ | -------- | --------- |
| 2013 | Love Balloon                         |          | Khách mời |
| 2015 | Wifi Society: Another Chance         | Arm      | Vai chính |
| 2015 | Ugly Duckling: Perfect Match         | Max      | Khách mời |
| 2015 | Room Alone 2                         | DJ Leo   | Khách mời |
| 2016 | Senior Secret Love: Bake Me Love     | Rose     | Vai phụ   |
| 2017 | Love Songs Love Series: Still Single | Note     | Vai phụ   |
| 2017 | Fabulous 30: The Series              | Sero     | Vai phụ   |
| 2017 | My Dear Loser: Happy Ever After      | Ake      | Khách mời |
| 2018 | Chuamong Tong Mon                    | Justin   | Vai phụ   |
| 2018 | Happy Birthday                       | Leo      | Khách mời |
| 2019 | Love Beyond Frontier                 | Pu       | Vai phụ   |
| 2019 | The Sand Princess                    | Jae      | Vai phụ   |
| 2020 | Turn Left Turn Right                 | Patrick  | Vai phụ   |
| 2022 | Astrophile                           | Kit      | Khách mời |
| 2022 | Vice Versa                           | O        | Khách mời |
| 2022 | Good Old Days                        | Chaianan | Vai phụ   |
| 2023 | A Boss ANd A Babe                    | Tubtab   | Vai phụ   |

### TV Show
| Năm  | Tên show                                | Ghi chú                       |
| ---- | --------------------------------------- | ----------------------------- |
| 2014 | 2piece 2please                          | Khách mời                     |
| 2015 | High School Reunion                     | Host chính                    |
| 2016 | I Can See Your Voice Thailand: Season 1 | Khách mời (Ep. 25, 60, 72-73) |
| 2016 | Shape Your City                         | Host chính                    |
| 2017 | I Can See Your Voice Thailand: Season 2 | Khách mời (Ep. 2, 5, 9, 14)   |
| 2018 | School Rangers                          | Host chính                    |
| 2018 | Wow! Thailand                           | Host chính                    |
| 2019 | 5 Golden Rings                          | Khách mời (Ep. 5, 47)         |
| 2019 | Arm Share                               | Khách mời (Ep. 60)            |
| 2019 | Beauty & The Babes Season 2             | Khách mời (Ep. 1)             |
| 2020 | Share Loma                              | Khách mời (Ep. 52)            |
| 2020 | Friend Drive                            | Khách mời (Ep. 13)            |
| 2020 | Bright - Win Inbox                      | Khách mời (Ep.4)              |
| 2020 | 10 Fight 10: Season 2                   | Khách mời                     |
| 2021 | Isuzu Max Challenge                     | Host chính                    |

### Master of Ceremony: MC ON TV
| Năm      | Tên | Kênh               | Ghi chú | Với           |
| 2019–nay |     | Youtuber:CHACHALEO |         | อริต์ตา รามณรงค์ |

### Tạp chí
- CENTERPOINT tập 1, số phát hành ngày 18 tháng 7 năm 2008
- KAZZ tập 3, số phát hành ngày 27 tháng 7 năm 2008
- KAZZ tập 4, số phát hành tháng 9 năm 2009
- KAZZ MINI tập 2, số phát hành ngày 13 tháng 9 năm 2009
- ILIKE tập 8, số phát hành ngày 17 tháng 12 năm 2009

### Kinh doanh
- Sugar Moustache
- Chalé